# Anolis alocomyos
Anolis alocomyos (копейський аноліс) — вид ігуаноподібних ящірок родини анолісових (Dactyloidae). Ендемік Коста-Рики.

## Поширення і екологія
Копейські аноліси відомі з кількох місцевостей, розташованих в кантоні Дота в провінції Сан-Хосе, на висоті від 1720 до 2540 м над рівнем моря. Вони живуть в гірських тропічних лісах.